# 1. Līga 2013
La 1. Līga 2013 è stata la 22ª edizione della seconda divisione del Campionato lettone di calcio dalla ritrovata indipendenza. Il BFC Daugavpils ha vinto il campionato, ottenendo la promozione in massima serie.

## Stagione

### Novità
Il campionato era composto da 16 squadre, anziché 14. L'Ilūkstes NSS, promossa sul campo, si iscrisse regolarmente alla massima serie; allo stesso modo il Gulbene, retrocesso, giocò in 1. Līga.
Dalla 2. Līga nessuna delle due promosse si iscrisse, ma fu ripescato l'Ilūkstes, vincitore di uno dei gironi ed eliminato nelle fasi successive, mentre furono iscritte diverse formazioni riserve a completamento dei quadri. Ad incrementare l'organico ci furono lo Jēkabpils/JSC, secondo in 2. Līga (la prima rinunciò) e l'iscrizione di ulteriori formazioni riserve.

### Formula
Le sedici squadre partecipanti si affrontavano in turni di andata e ritorno per un totale di 30 incontri per squadra. La formazione prima classificata era promossa in Virslīga 2014, la seconda effettuava uno spareggio con la nona (penultima) di Virslīga 2013; come sempre le formazioni riserve non concorrevano alla promozione in massima serie. Dato che nella successiva stagione la Federazione lettone organizzò un torneo a parte per le formazioni riserve, non erano previste retrocessioni.
Erano assegnati tre punti per la vittoria, uno per il pareggio e zero per la sconfitta. In caso di arrivo in parità si teneva conto della classifica avulsa.

## Squadre partecipanti
| Club                | Città      | Stagione precedente                                 |
| ------------------- | ---------- | --------------------------------------------------- |
| Auda Ķekava         | Rīga       | 12° in 1. Līga                                      |
| BFC Daugava         | Daugavpils | 4° in 1. Līga                                       |
| Daugava-2 Riga      | Riga       | Non iscritta                                        |
| Gulbene             | Gulbene    | 10° in Virslīga, retrocesso                         |
| Jēkabpils/JSC       | Jēkabpils  | 2° in 2. Līga, promossa                             |
| Jelgava-2           | Jelgava    | 14° in 1. Līga, retrocesso, ma in seguito riammesso |
| Jūrmala-2           | Jūrmala    | Non iscritta                                        |
| Metalurgs Liepāja-2 | Liepāja    | 1° in 1. Līga                                       |
| Metta-2             | Riga       | 11° in 1. Līga                                      |
| Rēzeknes BJSS       | Rēzekne    | 10° in 1. Līga                                      |
| RFS Riga            | Rīga       | 5° in 1. Līga                                       |
| Skonto-2            | Riga       | 3° in 1. Līga                                       |
| Tukums 2000         | Tukums     | 13° in 1. Līga, retrocesso, ma in seguito riammesso |
| Valmiera            | Valmiera   | 8° in 1. Līga                                       |
| Varavīksne          | Liepāja    | 7° in 1. Līga                                       |
| Ventspils-2         | Ventspils  | 6° in 1. Līga                                       |

## Classifica finale
|  | Pos. | Squadra               | Pt | G  | V  | N | P  | GF  | GS  | DR  |
|  | ---- | --------------------- | -- | -- | -- | - | -- | --- | --- | --- |
|  | 1.   | BFC Daugava           | 79 | 30 | 25 | 4 | 1  | 104 | 16  | +88 |
|  | 2.   | Gulbene               | 67 | 30 | 21 | 4 | 5  | 87  | 31  | +56 |
|  | 3.   | Valmiera              | 58 | 30 | 18 | 4 | 8  | 59  | 28  | +31 |
|  | 4.   | Ventspils-2           | 57 | 30 | 18 | 3 | 9  | 68  | 27  | +41 |
|  | 5.   | Metalurgs Liepāja-2   | 54 | 30 | 17 | 3 | 10 | 61  | 39  | +22 |
|  | 6.   | Skonto-2              | 44 | 30 | 12 | 8 | 10 | 50  | 47  | +3  |
|  | 7.   | RFS Riga              | 43 | 30 | 12 | 7 | 11 | 49  | 44  | +5  |
|  | 8.   | Rēzeknes BJSS         | 43 | 30 | 13 | 4 | 13 | 55  | 54  | +1  |
|  | 9.   | Metta/LU-2            | 41 | 30 | 11 | 8 | 11 | 42  | 42  | +0  |
|  | 10.  | Varavīksne            | 41 | 30 | 11 | 8 | 11 | 51  | 46  | +5  |
|  | 11.  | Tukums 2000           | 38 | 30 | 12 | 2 | 16 | 63  | 80  | -17 |
|  | 12.  | Jēkabpils/JSC         | 32 | 30 | 10 | 2 | 18 | 42  | 81  | -39 |
|  | 13.  | Auda Ķekava           | 28 | 30 | 8  | 4 | 18 | 45  | 54  | -9  |
|  | 14.  | Daugava Rīga-2/Šitika | 26 | 30 | 8  | 2 | 20 | 43  | 86  | -45 |
|  | 15.  | Jūrmala-2             | 24 | 30 | 8  | 0 | 22 | 33  | 109 | -76 |
|  | 16.  | Jelgava-2             | 12 | 30 | 3  | 3 | 24 | 35  | 103 | -68 |

## Verdetti finali
- BFC Daugava promosso in Virslīga 2014.
- Gulbene ammesso allo spareggio promozione, in seguito perso